# NGC 2744A
NGC 2744A is een sterrenstelsel van ongebruikelijke aard in het sterrenbeeld Kreeft. Het bevindt zich in de buurt van NGC 2744.

## Synoniemen
- VV 612
- PGC 200248